# Derek Hill (piloto)
Derek John Hill (nacido el 28 de marzo de 1975 en Santa Mónica, California) es un piloto de carreras estadounidense, hijo del campeón mundial de Fórmula 1 en 1961 Phil Hill. 

## Carrera

### Inicios
Inicialmente, Hill compitió con karts en California, y más adelante pasó a pilotar automóviles deportivos de Ferrari (su padre ganó su título de F1 con esta marca). Ganó las tres carreras de la segunda vuelta del Campeonato de Italia en el circuito de Mugello con el Ferrari 355, llamando la atención del equipo Alfa Romeo Factory DTM, que en noviembre de 1995 le invitó a probar el modelo DTM en Mugello. 

### Barber Dodge Pro Series
Hill compitió en Estados Unidos encuadrado en las Barber Dodge Pro Series en 1996, terminando tercero de la clasificación general y obteniendo el premio de Novato del Año. En 1997, obtuvo el título del campeonato, ganando cuatro de las carreras disputadas. 

### Professional Sport Cars/ IMSA
También en 1997, Hill corrió con el BMW M3 de la fábrica para el Prototype Technology Group en la clase GTS3. Ganó la clase GTS3 en las 24 Horas de Daytona y las 12 Horas de Sebring, además de anotarse otras dos victorias con su compañero de equipo, Javier Quirós. 

### Fórmula Toyota Atlantic
Hill promocionó a la Fórmula Toyota Atlantic en 1998, terminando 13º en el campeonato. 

### Fórmula Palmer Audi
En 1999 se trasladó a Europa para participar en la segunda temporada de la serie Fórmula Palmer Audi, organizada por el expiloto de F1 Jonathan Palmer. Terminó en el puesto 19º del campeonato de ese año.

### Fórmula 3000
Hill compitió durante el año 2000 en seis carreras de la serie italiana de Fórmula 3000, sin poder anotar ningún punto. Al año siguiente, se pasó a la serie más prestigiosa respaldada por la FIA con el equipo DAMS, donde tenía de compañero de equipo a Sébastien Bourdais, y permaneció allí hasta 2002 (parte de la temporada con la escuderíaDurango, reemplazando a Alexander Müller) y en 2003 (con el equipo Super Nova). En tres años, anotó tan solo un total de cuatro puntos, y dejó la categoría a mediados de 2003 a favor de Nicolas Kiesa, que se había quedado sin conducir debido a la retirada de Den Blå Avis del equipo Super Nova.
No obstante, Hill fue a menudo el piloto estadounidense más destacado que competía en Europa en aquella época. Durante este período, también firmó un contrato de gestión con Anthony Haas y Brigitte Hill (hija y hermana de los campeones de Fórmula 1, Graham Hill y Damon Hill), para que ambos actuaran como sus representantes. Posteriormente se dedicó a participar en carreras históricas y a trabajar como instructor de carreras, después de regresar a los EE. UU. para ocuparse de los cuidados de su anciano padre, que murió en agosto de 2008. 

### Otros aspectos destacados de su carrera
En 1996, Hill compitió en las 24 horas de Daytona en un Bugatti EB110 Competizione en la categoría GT1, marcando la vuelta rápida en los días de competición. Cuando lideraba su clase durante la séptima hora de la prueba, el coche sufrió un fallo mecánico. Esta fue la última vez que un Bugatti corrió profesionalmente en los Estados Unidos. 
En 2002, Hill corrió en el Grand Am (Fontana Four-Hour California Grand Prix), en un Saleen S7. Ganó la categoría y terminó cuarto en la general. 

## Resultados

### Resumen de su carrera
| Temporada | Serie                               | Equipo                         | Carreras | 1º Salida | Victorias | Puntos | Posición Final |
| --------- | ----------------------------------- | ------------------------------ | -------- | --------- | --------- | ------ | -------------- |
| 1995      | 348 Ferrari Challenge North America | Ferrari de Beverly Hills       | 9        | 1         | 3         | 585    | 2º             |
| 1995      | Ferrari Challenge International     | Team Fitti                     | 3        | 3         | 3         |        | 1º             |
| 1995      | Formula Dodge                       | N/A                            | 14       | ?         | 11        | ?      | 1º             |
| 1996      | Barber Dodge Pro Series             | N/A                            | ?        | 4         | 5         | ?      | 3º             |
| 1997      | Barber Dodge Pro Series             | N/A                            | 12       | 3         | 4         | 157    | 1º             |
| 1997      | American Le Mans Series             | BMW Prototype Technology Group | ?        | ?         | 4         | ?      | 2º             |
| 1998      | Toyota Atlantic Championship        | P1 Racing                      | 11       | 0         | 0         | 47     | 13º            |
| 1999      | Goodwood Revival/TT                 | Shelby                         | 1        | 1         | 0         |        | 2º             |
| 2000      | Italian Formula 3000                | Da Vinci Team                  | 6        | 0         | 0         | 0      | NC             |
| 2001      | International Formula 3000          | DAMS                           | 12       | 0         | 0         | 0      | NC             |
| 2002      | International Formula 3000          | Durango Formula                | 7        | 0         | 0         | 0      | NC             |
| 2003      | International Formula 3000          | Super Nova Racing              | 6        | 0         | 0         | 4      | 16º            |
| 2006      | Goodwood Revival/Freddie March Cup  | N/A                            | 1        | 1         | 1         |        | 1º             |

### Resultados completos de la Fórmula 3000 Italiana
(Clave) (Las carreras en negrita indican la primera posición en la salida; las carreras en cursiva indican la vuelta rápida) 
| Año  | Escudería     | 1       | 2      | 3     | 4       | 5      | 6     | 7   | 8   | DC | Puntos |
| ---- | ------------- | ------- | ------ | ----- | ------- | ------ | ----- | --- | --- | -- | ------ |
| 2000 | Da Vinci Team | VLL Ret | MUG 13 | IMO 8 | MNZ Ret | VLL 11 | DON 8 | PER | MIS | NC | 0      |

### Resultados completos de la Fórmula Internacional 3000
| Año  | Escudería         | 1      | 2       | 3       | 4       | 5       | 6      | 7       | 8       | 9       | 10      | 11    | 12      | DC  | Puntos |
| ---- | ----------------- | ------ | ------- | ------- | ------- | ------- | ------ | ------- | ------- | ------- | ------- | ----- | ------- | --- | ------ |
| 2001 | DAMS              | INT 14 | IMO Ret | CAT 16  | A1R 13  | MON Ret | NÜR 15 | MAG 16  | SIL Ret | HOC Ret | HUN 12  | SPA 9 | MNZ 12  | NC  | 0      |
| 2002 | Durango Formula   | INT    | IMO     | CAT     | A1R     | MON     | NÜR 7  | SIL Ret | MAG Ret | HOC 9   | HUN Ret | SPA 7 | MNZ Ret | NC  | 0      |
| 2003 | Super Nova Racing | IMO 15 | CAT 11  | A1R Ret | MON DSQ | NÜR 5   | MAG 10 | SIL     | HOC     | HUN     | MNZ     |       |         | 16º | 4      |